# Xanadu (chanson)
Pour les articles homonymes, voir Xanadu.
Singles par Electric Light Orchestra
I'm Alive
(1980) All Over the World
(1980)
Singles par Olivia Newton-John
Suspended in Time
(1980) Physical
(1981)
Pistes de Xanadu
All Over the World
Xanadu est une chanson d'Electric Light Orchestra chantée par Olivia Newton-John. Elle est tirée de l'album Xanadu, bande originale du film du même nom, sorti en 1980, dans lequel Newton-John tenait le premier rôle. Cette chanson est également parue en single la même année, se classant 8e aux États-Unis et devenant le premier (et unique) numéro 1 d'Electric Light Orchestra au Royaume-Uni, où il y reçoit également une certification d'argent par la BPI.
Une nouvelle version, entièrement réenregistrée par Jeff Lynne, est parue en 2001 dans le coffret Flashback.

## Classements hebdomadaires
| Classement (1980)                      | Meilleure position |
| -------------------------------------- | ------------------ |
| Afrique du Sud (Springbok Radio)       | 20                 |
| Allemagne (Media Control AG)           | 1                  |
| Australie (Kent Music Report)          | 2                  |
| Autriche (Ö3 Austria Top 40)           | 1                  |
| Belgique (Flandre Ultratop 50 Singles) | 1                  |
| Belgique (Flandre VRT Top 30)          | 1                  |
| Canada (100 Singles)                   | 9                  |
| Canada (Adult Oriented Playlist)       | 2                  |
| Espagne (AFYVE)                        | 1                  |
| États-Unis (Adult Contemporary)        | 2                  |
| États-Unis (Billboard Hot 100)         | 8                  |
| États-Unis (Cash Box)                  | 9                  |
| États-Unis (Record World)              | 4                  |
| Europe (Eurochart Hot 100)             | 1                  |
| France (SNEP)                          | 3                  |
| Irlande (IRMA)                         | 1                  |
| Israël (Reshet Gimmel)                 | 1                  |
| Japon (Oricon)                         | 18                 |
| Norvège (VG-lista)                     | 1                  |
| Nouvelle-Zélande (RMNZ)                | 8                  |
| Pays-Bas (Nederlandse Top 40)          | 1                  |
| Pays-Bas (Single Top 100)              | 1                  |
| Royaume-Uni (UK Singles Chart)         | 1                  |
| Suède (Sverigetopplistan)              | 3                  |
| Suisse (Schweizer Hitparade)           | 2                  |

## Classements annuels
| Classement (1980)              | Position |
| ------------------------------ | -------- |
| Australie (Kent Music Report)  | 53       |
| Autriche (Ö3 Austria Top 40)   | 6        |
| Belgique (Flandre Ultratop 50) | 2        |
| Canada (Top 100 Singles)       | 71       |
| États-Unis (Cash Box)          | 67       |
| Pays-Bas (Nederlandse Top 40)  | 3        |
| Pays-Bas (Single Top 100)      | 15       |
| Suisse (Schweizer Hitparade)   | 7        |

## Reprises
Dannii Minogue a repris cette chanson sur son album Club Disco, sorti en 2007.